# كتاب العمالقة

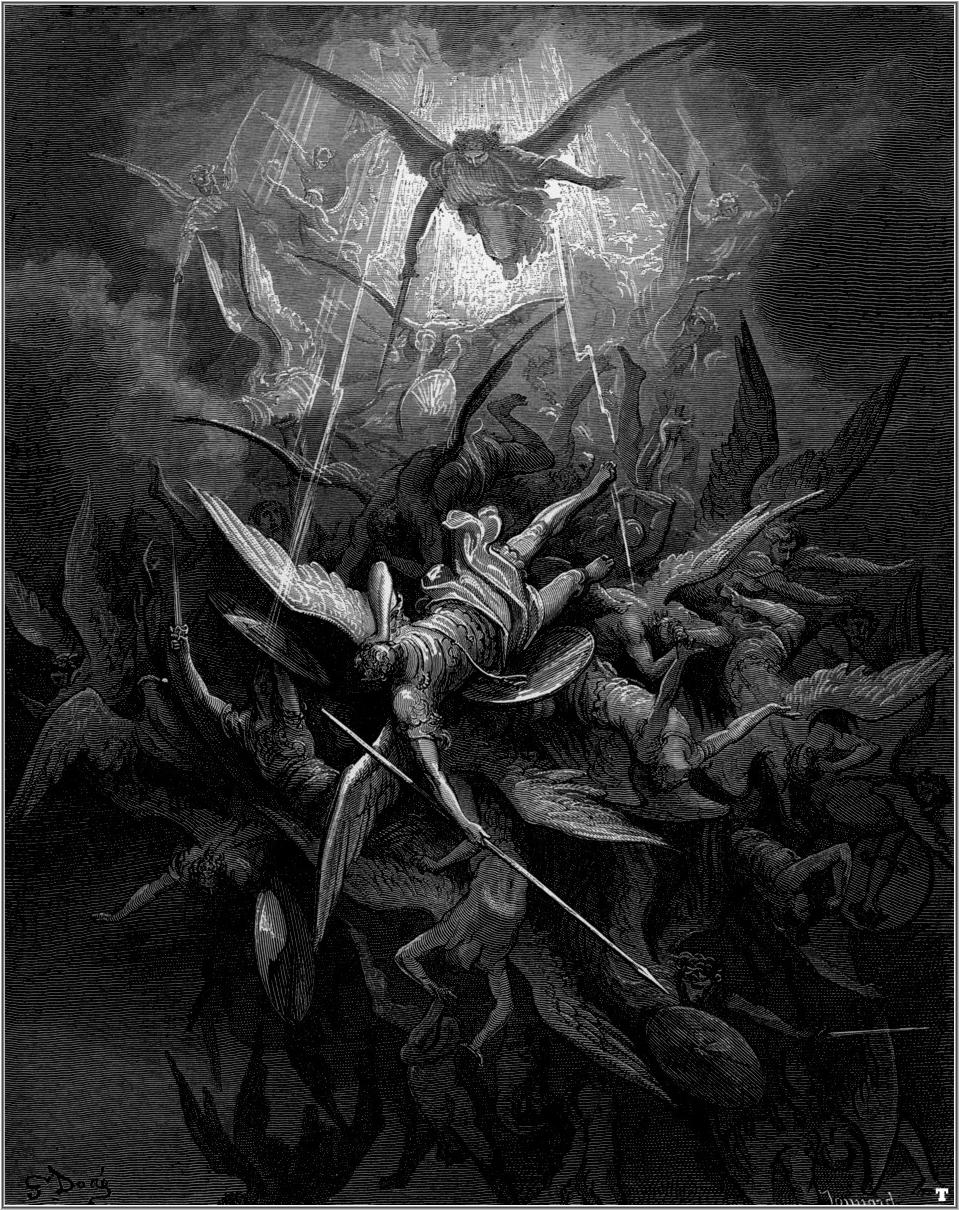

كتاب العمالقة (بالإنجليزية: The Book of Giants)‏ هو كتاب يهودي أبوكريفي يتوسع في حكاية أُرزييت إلى إندزييت («الخلق الأول» إلى «نهاية الزمان») الموجودة في الكتاب العبري، ويربط، بشروحاته متعددة الأوجه للأوامر الإلهية والهلاك، النبي القديم أخنوخ (هانوك) بـ «قصته» المتعارف عليها عمومًا (كما قُدمت إجمالًا في التقاليد الأخنوخية المتعددة) أوثق مما يفعل الطرح الأساسي للقصة في سفر أخنوخ حتى. سويًا هو وكتاب المراقبين من سفر إخنوخ، كما يرى الباحث الإخنوخي سي. فيندركام «يُمثلان محاولة لشرح كيف أصبح ذاك الفساد واسع الانتشار وقويًا قبل الطوفان؛ وبفعلهما ذلك، يوفّران أيضًا علة كون الله أكثر من محق في إرسال ذلك الطوفان». يُرجع اكتشاف العمالقة في خربة قمران تاريخ كتابة النص إلى ما قبل القرن الثاني ق.م.
كتاب العمالقة حكاية سابقة لعهد الطوفان (قبل الطوفان) تلقاها الأدب المانوي في الدرجة الأولى وعُرفت في توربان. مع ذلك، يعود أصل أقدم التقاليد المعروفة للكتاب إلى نسخ آرامية عن كتاب العمالقة وُجدت بين مخطوطات البحر الميت. تُرى الإشارات إلى أسطورة العمالقة في: سفر التكوين 1-4 :6، وسفر أخنوخ (الحبشي، والسلافي، والعبري، والإغريقي)، وسفر اليوبيلات، وأبوكريفون سفر التكوين، وسفر باروخ 2 و3 (السلافي)، ووثيقة دمشق، والرؤى في سفر دانيال 9-14 :7. يحكي هذا الكتاب عن خلفية ومصير هؤلاء العمالقة السابقين لعصر الطوفان وآبائهم، المراقبون (يُسمون غريغوري في سفر أخنوخ 2 السلافي)، «أبناء الله» أو «المقدسون» (سفر دانيال 4:13، 17) الذين تمردوا على السماء عندما اختلطوا – في خرق مُحرّم لـ «حدود الخلق» الصارمة – متبعين شهواتهم، مع «بنات البشر».
دُعيت سلالتهم الأكثر فسادًا منهم، على نحو متباين بنفليم، وغيبوريم، والرفائيين، كونهم عرق هجين حارب ضد الله وأتباعه الأبرار الذين تضاءلت أعدادهم مع سيطرة الفساد والشر على العالم؛ تُطلق الشذرات المانوية على هؤلاء الأشرار اسم الشياطين عمومًا (يدعوهم سفر أخنوخ الإغريقي باللقطاء). رغم الارتباك الذي يقع غالبًا في المصطلحات الدالة على المراقبين وسلالتهم في ترجماتها وإصداراتها المتفاوتة، يُطلع جمعًا على هذه الأعراق المتمردة اسم «الملائكة الساقطين» في المصادر الأبوكريفية، كما في قصص الكتاب المقدس التي تذكرهم.

## أصوله في التقاليد اليهودية القديمة
منذ ما قبل النصف الثاني من القرن العشرين، ظل «كتاب العمالقة» أمدًا طويلًا معروفًا بأنه عمل «من الإيرانية الوسطى» (ما يعتقد العديد من الباحثين اليوم أنه كان مكتوبًا في الأصل باللغة «الآرامية الشرقية») انتشر في أوساط المانوية بصفته مؤلفًا منسوبًا إلى ماني (216 – 274 م تقريبًا) – وهو مواطن فرثي من جنوب بلاد ما بين النهرين يبدو أنه كان تابعًا لإلكساي، نبي ومتبصر يهودي – مسيحي عاش في السنوات الأولى من القرن الثاني. افترض بعض الباحثين، الموافقين على الدليل الداعم لتوزع الطوائف القديمة الجغرافي، أوجه تشابه من كلا الناحيتين الوراثية والعادات الشعائرية بين الطائفتين الكسائية وطائفة الهيكل الثاني الأسينية (إيسايوي «قديسين») اليهودية السابقة لها.
سلط عدد من المكتشفات في القرن العشرين ضوءًا ملحوظًا على الدليل الأدبي لكتاب العمالقة. دعم إصدار الشذرات المانوية الذي نشره دبليو. بي. هينينغ عام 1943 من كتاب العمالقة المكتشفة في توربان في غرب الصين (في ما يُعرف الآن بمقاطعة شينجيانغ) بالأدلة الإشارات العديدة إلى تداوله بين المانويين واستخدامهم له. كُشف عن إثبات إضافي لكتاب العمالقة المانوي في عام 1971 وقتما اكتشف جوزيف تي. ميليك عدة شذرات آرامية إضافية من أعمال أخنوخية بين مخطوطات البحر الأحمر؛ إذ أذهل العالم البحثي عقب إعلانه أن الشذرات تحمل شبهًا وثيقًا لكتاب العمالقة خاصة ماني، ثم زاد الدهشة باعتقاده أيضًا أن العمالقة كان في الأصل جزءًا أصيلًا من سفر أخنوخ 1 ذاته. هذه المخطوطات المتناثرة مكتوبة بالآرامية، ما يمثل تقليدًا أخنوخيًا يُرجح أن ماني تعرف إليه أثناء مكوثه مع الكسائيين، بدا أنه المصدر الأساسي الذي استخدمه ماني في تجميع كتابه، الذي جعل فيه قصة المراقبين والعمالقة «حجر زاوية تخميناته اللاهوتية». وبالنسبة للعديد من الباحثين، أثبت شذرات خربة قمران أن كتاب العمالقة كان في الأصل توليفة مستقلة عن فترة الهيكل الثاني.
من بين الشذرات المكتشفة في خربة قمران، حدد لورين ستكنبرك عشر مخطوطات لكتاب العمالقة. وُجدت هذه المخطوطات (1Q12, 1Q24, 2Q26, 4Q203, 4Q530, 4Q531, 4Q532, 4Q556, 4Q206, و 6Q8) في الكهوف 1 و2 و3 و6 في الموقع. أفضت هذه الاكتشافات إلى المزيد من تصنيف الأعمال الأخنوخية. في المجموعة الثالثة من التصنيف، توجد عشر مخطوطات آرامية تحتوي أجزاء من كتاب العمالقة لم تكن معروفة قبلًا إلا عبر مصادر مانوية إلى أن جرى التعرف عليها في خربة قمران.
كان هناك الكثير من التكهن فيما يخص اللغة الأصلية التي كُتب بها كتاب العمالقة. كان الاعتقاد العام أنه مكتوب بلغة سامية. في الواقع، قاد اكتشاف هذا النص في خربة قمران باحثين، مثل سي. بّي فان أنديل و رودولف أوتو، إلى الاعتقاد أنه رغم كون هذه التركيبات الآرامية القديمة للكتاب أقدم ما وُجد، من المحتمل وجود سلف عبري أكثر قدمًا له. كان بالطبع آر. إتش. تشارلز العظيم، مترجم كتاب أخنوخ وناشره في عام 1906، من أكد أن أخنوخ «كُتب على أنقاض» ملحمة حول نوح أقدم من تلك المذكورة في سفر التكوين والتي تشير إلى أسطورة أخنوخ مجرد إشارة غامضة. لكن ميليك بنفسه قدم نظريته القائلة بأن «قصة خلق» أخنوخ ورواية قانون الله تسبق بطبيعة الحال روايات قوانين طور سيناء الواردة في سفر التكوين: لقد رأى أن سفر التكوين 1-4 :6 – مقطع طويل محيّر للباحثين في الكتاب المقدس – اقتباس مما اعتقد أنه في الأساس مصدر أخنوخ الأسبق. تشير دراسات أحدث، كدراسة كلوز باير، إلى أن كتاب العمالقة (الذي وجدت منه أجزاء بالعبرية في خربة قمران) «قد أُلف في الأصل باللغة العبرية خلال القرن الثالث ق.م، في حين تنم أسماء العمالقة غلغامش وهوبابش عن منشأ بابلي»، مع ذلك، دحض مارتينيز مزاعم الأصول البابلية القائمة على مظاهر الاسم (ستكنبرك [1997]، الصفحة 5، الملاحظات 22، 30، 208، الملاحظات 273، 220، الملاحظة 27؛ مارتينيز [1992/ 2018]، الصفحة 114). لكن مهما كانت الحقيقة، يبقى شيء واحد مؤكدًا: وهو أن كتب خربة قمران وشذراتها هي الآن أقدم المخطوطات الأخنوخية المعروفة الموجودة.